# Ōtagaki Rengetsu
Da un salice sulla riva del fiume Kamo

Odo il canto di un usignolo»
(Ōtagaki Rengetsu)
Ōtagaki Rengetsu (大田垣 蓮月?; 10 febbraio 1791 – 10 dicembre 1875) è stata una monaca buddista, poeta e ceramista giapponese, ricordata come una delle poetesse giapponesi più importanti del diciannovesimo secolo.
Il suo stile di ceramica, detto Rengetsu, è diventato molto popolare dopo la sua morte e si è tramandato fino a oggi.

## Biografia
Rengetsu, probabilmente figlia segreta di una geisha, viene adottata alcuni giorni dopo la sua nascita da una famiglia di samurai. Trascorre la sua prima infanzia nel tempio principale della scuola Jōdo, studiando letteratura, poesia e arti marziali. All’età di dieci anni si trasferisce nella zona di Hirado, dove lavora come dama di corte. Lì studia per quasi dieci anni calligrafia, danza, arti marziali, ikebana e cerimonia del tè.
Mentre è in servizio come dama di corte, la madre e il fratellastro muoiono lasciando la famiglia senza alcun erede maschio. Per questo motivo, Rengetsu ritorna a Kyōto e sposa Mochihisa, un giovane samurai adottato dal padre. Nell’anno successivo al matrimonio dà alla luce tre bambini, che però moriranno anch'essi di lì a poco. Rengetsu e il marito si separano, ma poiché la famiglia è ancora in cerca di un erede, lei accetta di sposarsi nuovamente. Anche il suo secondo marito muore in breve tempo.
All’età di trentatré anni, dopo la perdita di entrambi i mariti e di tutti e cinque i figli, Ōtagaki decide di dedicarsi completamente alla vita monastica. Prende i voti per diventare monaca e acquisisce il nome di Rengetsu, “luna di loto”. Nonostante i voti, però, Rengetsu continua a vivere nella casa di famiglia. Il nuovo erede viene individuato, e lei si ritrova finalmente libera dai doveri sociali. Comincia così ad avere più tempo per giocare a go col padre e comporre waka.
Dopo la morte del padre, Rengetsu si trasferisce in un altro distretto di Kyōto e comincia a lavorare la ceramica per sostenersi economicamente. Seppur autodidatta, il suo stile attira diversi ammiratori conferendole una certa notorietà. Rengetsu cerca di guadagnarsi da vivere come insegnante, ma la sua natura solitaria la costringe presto a rinunciarvi. Il suo aspetto fisico pare fosse talmente bello che, nonostante la veste monacale, Rengetsu veniva spesso importunata dagli uomini. Al fine di rendersi meno attraente, intorno ai quarant’anni prende la drastica decisione di estrarsi tutti i denti.
Avida viaggiatrice, si procura la ceramica da lavorare proprio durante i suoi viaggi. Così come Bashō e altri poeti itineranti, Rengetsu accetta le difficoltà del viaggio e rimane colpita dalla magnificenza della natura, che la ispira anche nelle sue poesie. A livello politico sostiene la corte, allora impegnata nella riconquista del potere politico caduto nelle mani del bakufu a partire dal periodo Kamakura.
In quanto pacifista Rengetsu crede nella bontà dell’uomo e promuove la persuasione e il dialogo come mezzi per risolvere conflitti. Celebre è l’episodio in cui prega Shimazu Tadayoshi, daimyō di Satsuma, di evitare la rivolta che sarebbe scoppiata di lì a poco.
Negli ultimi anni di vita Rengetsu si isola completamente per concentrarsi sulla meditazione e le sue opere raggiungono il massimo della maturità. Poco prima della sua morte richiede esplicitamente di essere avvolta in un sudario dipinto con il loto e la luna che tanto la caratterizzano. La sua richiesta viene esaudita da Tomioka Tessai, un suo caro amico pittore, e così viene sepolta.

## Opere

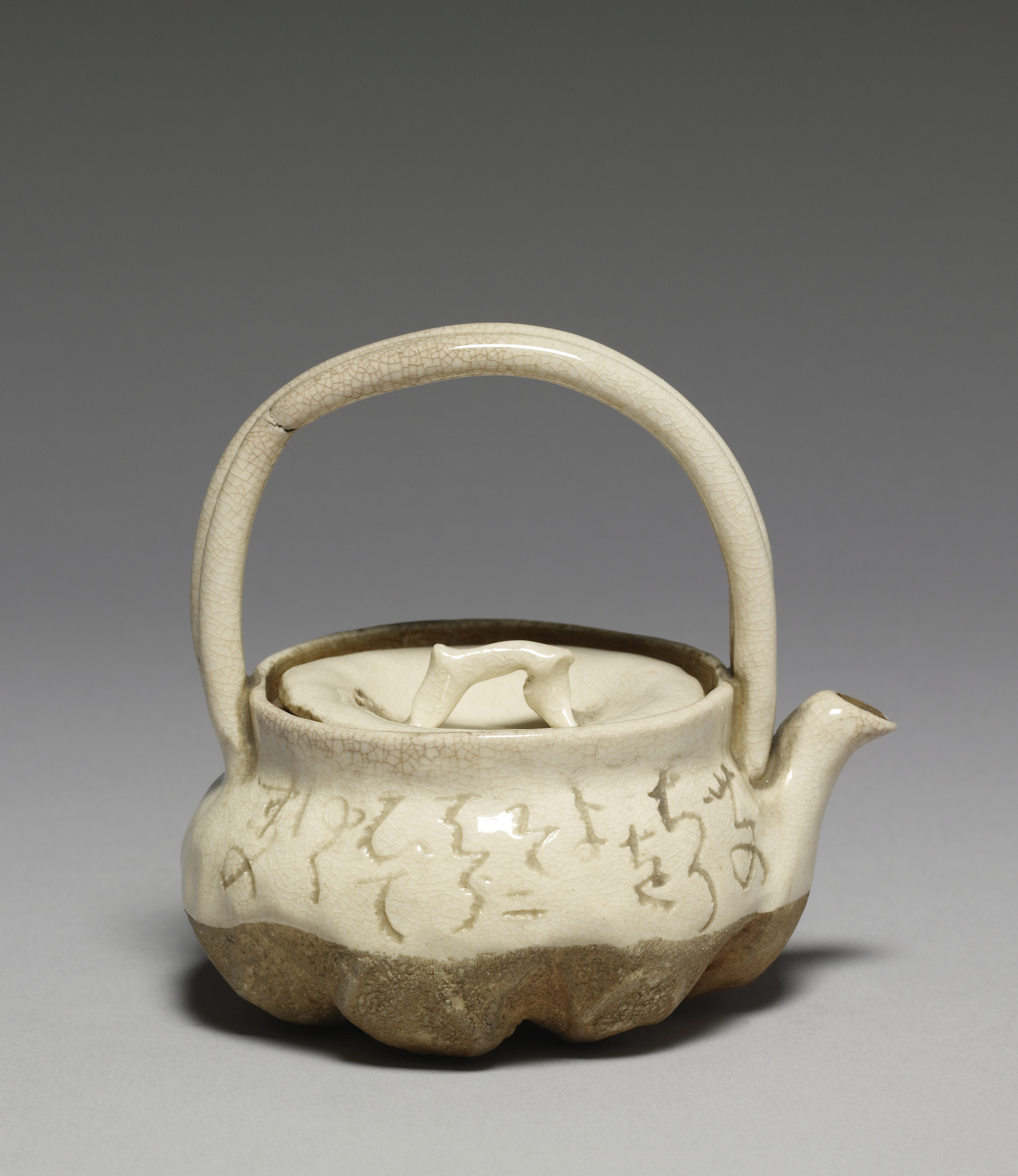
Teiera tradizionale giapponese (kyūsu) decorata con un waka di Ōtagaki Rengetsu, tardo periodo Edo-inizio periodo Meiji, metà XIX secolo

### Poesia
Rengetsu comincia a comporre poesie sui tanzaku. Il suo stile sincero, seppur semplice, le garantisce subito un certo seguito. La ricchezza artistica delle sue opere è dovuta non solo alla particolarità del lavoro in sé, ma anche alla vita di meditazione che conduce. In particolare le poesie di Rengetsu si concentrano sulla natura illusoria dell’esistenza umana. La sua produttività artistica raggiunge il suo apice quando ha ormai settant’anni, è fragile e alle prese con diverse malattie.

### Ceramica
Secondo Louise Cort, la popolarità della ceramica di Rengetsu può essere in parte legata all’identità stessa dell’artista. In quanto donna, infatti, Rengetsu era facilmente distinguibile dalle migliaia di colleghi maschi. Tuttavia, è innegabile che il suo successo come ceramista dipenda molto dalla sua abilità di poeta.
Le ceramiche Rengetsu sono caratterizzate da una superficie ruvida e irregolare. Rengetsu modella principalmente vasi, tazze per il tè e bottiglie di sakè. Spesso vi incide successivamente versi sparsi con kana rotondeggianti che infondono all’opera uno stile unico.
Il suo stile tende alla semplificazione: nel periodo della sua grande maturità artistica Rengetsu comincia a omettere i kango in favore dei kana, che creavano meno materiale in eccesso durante l'incisione ed erano più facili da disegnare. Sempre con l'obiettivo della semplificazione, Rengetsu sceglie di scrivere i caratteri individualmente, e non di legarli fra di loro come prevedeva la norma.